# Backyard Babies
I Backyard Babies sono un gruppo rock svedese, formatosi nella città di Nässjö nel 1987. La band ha prodotto sette album, di cui due hanno vinto il Grammy Award svedese.

## Storia del gruppo
La band è stata fondata nel 1987 come Tyrant da Tobias "Tobbe" Fischer alla voce e al basso, Dregen e Johan Blomqvist alle chitarre e Peder Carlsson alla batteria. Questa formazione si esibì in alcuni concerti a livello locale e registrò la prima demo.
Nel 1989 ci furono una serie di cambiamenti: Tobbe venne allontanato dal gruppo e sostituito dall'attuale cantante Nicke Borg, Blomqvist passò al basso e la band cambiò nome in Backyard Babies. A questo cambio di line up seguirono 2 demo con un tour nazionale, e nel 1991, l'esordio con il primo EP Something To Swallow. Qualche tempo dopo (1993), la band firmò il primo contratto discografico con l'etichetta svedese Megarock e l'anno seguente venne pubblicato il loro primo full length, Diesel and Power. Poco dopo l'uscita del disco però, Dregen formò una nuova band, gli Hellacopters, insieme all'allora batterista degli Entombed, Nicke Andersson. Questo progetto parallelo rallentò e non di poco, i piani dei Backyard Babies che nonostante tutto, nel 1998, si ritrovarono di nuovo in studio per le registrazioni del nuovo album Total 13. Immediatamente dopo l'uscita del disco seguì un nuovo tour promozionale, e fu così che nel 1999, Dregen tornò sui suoi passi e decise di lasciare definitivamente gli Hellacopters per dedicarsi a tempo pieno alla band. I Backyard Babies hanno successivamente pubblicato gli album: Making Enemies Is Good nel 2001, Stockholm Syndrome nel 2003 (entrambi vincitori del Grammy Award svedese), People like People like People like Us nel 2006 e l'omonimo Backyard Babies datato 2008.
Durante gli anni la band ha preso parte a numerose compilation e album tributo, incidendo anche numerose cover, quali: Mommy's Little Monster dei Social Distortion (1996) contenuta in uno split tributo alla band californiana al quale ha preso parte anche la band finlandese dei The 69 Eyes, Pet Sematary (2002) dei Ramones contenuta nell'album tributo The Song Ramones the Same, Teenagers From Mars dei Misfits, Babylon dei Faster Pussycat, One Track Mind di Johnny Thunders e Taxi Driver degli Hanoi Rocks, quest'ultima registrata live e contenuta nel singolo Electric Suzy. Nel dicembre del 2009 per festeggiare i 20 anni di carriera, la band pubblica un box dal nome Them XX. Al termine del tour celebrativo per i 20 anni d'attività la band annuncia un periodo di pausa indeterminata dovuta alla necessità dei quattro membri di dedicarsi alla propria vita privata e/o a progetti paralleli (vedi Homeland, progetto solista del cantante Nicke Borg).
Nel maggio 2015, dopo sei anni di pausa, il gruppo pubblica il singolo Th1rt3en or Nothing, annunciando che il settimo album in studio verrà pubblicato il 28 agosto 2015.

## Formazione

### Formazione attuale
- Nicke Borg – voce, chitarra (1989-presente)
- Dregen – chitarra, voce (1987-presente)
- Johan Blomqvist – chitarra (1987-1989), basso (1989-presente)
- Peder Carlsson – batteria (1987-presente)

### Ex componenti
- Tobias Fisher – voce, chitarra (1987-1989)

## Discografia

### Album in studio
- 1994 – Diesel and Power
- 1998 – Total 13
- 2001 – Making Enemies Is Good
- 2003 – Stockholm Syndrome
- 2006 – People like People like People like Us
- 2008 – Backyard Babies
- 2015 – Four By Four
- 2019 – Sliver & Gold

### Album dal vivo
- 1998 – Safety Pin & Leopard Skin
- 2005 – Live Live in Paris

### Raccolte
- 2001 – Independent Days
- 2002 – From Demos to Demons 1989-1992
- 2005 – Tinnitus
- 2009 – Them XX

### EP
- 1991 – Something to Swallow
- 1997 – Knockouts
- 1998 – Total 05

### Split
- 1996 – Supershow (con i The 69 Eyes)
- 2009 – Degenerated (con i Super$hit666)

### Singoli
- 1994 – Electric Suzy
- 1997 – Look at You
- 1998 – Bombed (Out of My Mind)
- 1998 – (Is It) Still Alright to Smile?
- 1998 – Highlights
- 1999 – Babylon
- 2001 – Brand New Hate
- 2001 – The Clash
- 2003 – Minus Celsius
- 2004 – A Song for the Outcast
- 2004 – Friends
- 2005 – A Remix for the Outcast
- 2006 – The Mess Age (How Could I Be So Wrong)
- 2006 – Dysfunctional Professional
- 2008 – Fuck Off and Die
- 2008 – Drool
- 2015 – Th1rt3en or Nothing

## Videografia

### Videoclip
- 1991 – Gods Favourite
- 1992 – Bad to the Bone
- 1994 – Electric Suzy
- 1998 – Look at You
- 1998 – Highlights
- 2001 – Brand New Hate
- 2001 – The Clash
- 2003 – Minus Celsius
- 2004 – A Song for the Outcast
- 2006 – The Mess Age (How Could I Be So Wrong)
- 2006 – Dysfunctional Professional
- 2006 – Roads
- 2008 – Fuck Off and Die
- 2008 – Nomadic
- 2009 – Degenerated
- 2010 – Abandon

### DVD
- 2005 – Jetlag: The Movie
- 2005 – Live (from LiveZone)